# Понцано-Романо
Понцано-Романо (итал. Ponzano Romano) — коммуна в Италии, располагается в регионе Лацио, в провинции Рим.
Население составляет 1164 человека (2008 г.), плотность населения составляет 60 чел./км². Занимает площадь 19 км². Почтовый индекс — 60. Телефонный код — 0765.
Покровителем коммуны почитается святитель Николай Мирликийский, празднование 6 декабря.

## Демография
Динамика населения:

## Администрация коммуны
- Официальный сайт: http://www.comune.ponzanoromano.rm.it/